# Phil Dent
Phil Dent, né le 14 février 1950 à Sydney, est un ancien joueur de tennis professionnel australien.
Numéro 19 mondial en 1978, Dent a réalisé sa meilleure performance en simple en atteignant la finale de l'Open d'Australie en 1974. Il a gagné 3 tournois en simple sur le circuit mondial durant sa carrière, ainsi que 24 titres en double (dont l'Open d'Australie en 1975).
Son fils Taylor Dent a également été joueur de tennis professionnel.

## Parcours dans les tournois duGrand Chelem

### En simple
| Année | Open d'Australie | Open d'Australie | Internationaux de France | Internationaux de France | Wimbledon       | Wimbledon    | US Open         | US Open      | Open d'Australie | Open d'Australie |
| ----- | ---------------- | ---------------- | ------------------------ | ------------------------ | --------------- | ------------ | --------------- | ------------ | ---------------- | ---------------- |
| 1967  | 1er tour (1/32)  | C. de Gronckel   | —                        | —                        | —               | —            | —               | —            | n.o.             | n.o.             |
| 1968  | 1/4 de finale    | R. Ruffels       | —                        | —                        | 1er tour (1/64) | P. Beust     | —               | —            | n.o.             | n.o.             |
| 1969  | 2e tour (1/16)   | K. Rosewall      | 2e tour (1/32)           | S. Koudelka              | 3e tour (1/16)  | A. Gimeno    | 1er tour (1/64) | J. McManus   | n.o.             | n.o.             |
| 1970  | 1/8 de finale    | J. Newcombe      | 3e tour (1/16)           | F. Jauffret              | 2e tour (1/32)  | R. Lutz      | —               | —            | n.o.             | n.o.             |
| 1971  | 2e tour (1/16)   | R. Taylor        | 1er tour (1/64)          | J. Kuki                  | 2e tour (1/32)  | A. Metreveli | 2e tour (1/32)  | T. Okker     | n.o.             | n.o.             |
| 1972  | —                | —                | —                        | —                        | —               | —            | 1er tour (1/64) | J. Alexander | n.o.             | n.o.             |
| 1973  | 1er tour (1/32)  | W. N'Godrella    | 3e tour (1/16)           | N. Pilić                 | —               | —            | 3e tour (1/16)  | N. Pilić     | n.o.             | n.o.             |
| 1974  | Finale           | J. Connors       | —                        | —                        | 2e tour (1/32)  | J. Connors   | —               | —            | n.o.             | n.o.             |
| 1975  | 2e tour (1/16)   | Elschenbroich    | 1er tour (1/64)          | R. Moore                 | 1/8 de finale   | J. Connors   | 2e tour (1/32)  | R. Tanner    | n.o.             | n.o.             |
| 1976  | 2e tour (1/16)   | Edmondson        | —                        | —                        | 1/8 de finale   | C. Pasarell  | 1er tour (1/64) | J. Kodeš     | n.o.             | n.o.             |
| 1977  | 1/4 de finale    | R. Tanner        | 1/2 finale               | B. Gottfried             | 1/4 de finale   | J. McEnroe   | 2e tour (1/32)  | K. Rosewall  | 2e tour (1/16)   | R. Drysdale      |
| 1978  | n.o.             | n.o.             | 1er tour (1/64)          | A. Ashe                  | 3e tour (1/16)  | J. Newcombe  | 1er tour (1/64) | B. Gottfried | 2e tour (1/16)   | J. Marks         |
| 1979  | n.o.             | n.o.             | 1er tour (1/64)          | G. Vilas                 | 2e tour (1/32)  | V. Pecci     | 1er tour (1/64) | R. Krishnan  | 1/4 de finale    | G. Vilas         |
| 1980  | n.o.             | n.o.             | —                        | —                        | 1/8 de finale   | B. Gottfried | —               | —            | 1/8 de finale    | J. Sadri         |
| 1981  | n.o.             | n.o.             | —                        | —                        | 1er tour (1/64) | J. Lloyd     | 1er tour (1/64) | L. Stefanki  | 1/8 de finale    | K. Warwick       |
| 1982  | n.o.             | n.o.             | —                        | —                        | —               | —            | 1er tour (1/64) | H. Pfister   | 1/8 de finale    | B. Teacher       |
| 1983  | n.o.             | n.o.             | —                        | —                        | —               | —            | —               | —            | 2e tour (1/32)   | J. Fitzgerald    |

N.B. : à droite du résultat se trouve le nom de l'ultime adversaire.

### En double
| Année | Open d'Australie        | Open d'Australie          | Internationaux de France  | Internationaux de France | Wimbledon                   | Wimbledon               | US Open                   | US Open                   | Open d'Australie          | Open d'Australie     |
| ----- | ----------------------- | ------------------------- | ------------------------- | ------------------------ | --------------------------- | ----------------------- | ------------------------- | ------------------------- | ------------------------- | -------------------- |
| 1968  | —                       | —                         | 1/8 de finale B. Giltinan | I. Năstase I. Țiriac     | 1er tour (1/32) B. Giltinan | R. Emerson R. Laver     | —                         | —                         | n.o.                      | n.o.                 |
| 1969  | 1/8 de finale Alexander | Newcombe T. Roche         | 2e tour (1/32) Alexander  | W. Alvarez J. Velasco    | 2e tour (1/16) Alexander    | D. Contet F. Jauffret   | 2e tour (1/16) Alexander  | D. Crealy A. Stone        | n.o.                      | n.o.                 |
| 1970  | Finale Alexander        | R. Lutz S. Smith          | 3e tour (1/16) Alexander  | I. Fletcher Marmureanu   | 1/8 de finale Alexander     | B. Hewitt F. McMillan   | —                         | —                         | n.o.                      | n.o.                 |
| 1971  | 1/8 de finale Alexander | A. Ashe D. Ralston        | 1/8 de finale Alexander   | P. Cornejo J. Fillol     | 1/2 finale Alexander        | R. Emerson R. Laver     | 1/8 de finale Alexander   | J. Borowiak H. Rahim      | n.o.                      | n.o.                 |
| 1972  | —                       | —                         | —                         | —                        | —                           | —                       | 1/4 de finale Alexander   | O. Davidson Newcombe      | n.o.                      | n.o.                 |
| 1973  | Finale Alexander        | M. Anderson Newcombe      | 1er tour (1/32) Alexander | Fassbender Pohmann       | —                           | —                       | 1/4 de finale Alexander   | O. Davidson Newcombe      | n.o.                      | n.o.                 |
| 1974  | 1/4 de finale C. Dibley | I. Fletcher K. Warwick    | —                         | —                        | 1/4 de finale Alexander     | J. Connors I. Năstase   | —                         | —                         | n.o.                      | n.o.                 |
| 1975  | Victoire Alexander      | Carmichael A. Stone       | Finale Alexander          | B. Gottfried R. Ramírez  | 2e tour (1/16) Alexander    | M. Holeček K. Meiler    | 1/4 de finale W. Lloyd    | D. Stockton E. Van Dillen | n.o.                      | n.o.                 |
| 1976  | 1/4 de finale D. Crealy | Carmichael K. Rosewall    | —                         | —                        | 1/8 de finale Pattison      | V. Amritraj A. Amritraj | 2e tour (1/16) Alexander  | P. Fleming F. Taygan      | n.o.                      | n.o.                 |
| 1977  | 1/2 finale Alexander    | C. Pasarell E. Van Dillen | 1er tour (1/32) Warwick   | J. Delaney S. Menon      | Finale Alexander            | R. Case G. Masters      | 1er tour (1/32) Alexander | T. Moor M. Cahill         | Finale Alexander          | R. Ruffels A. Stone  |
| 1978  | n.o.                    | n.o.                      | 2e tour (1/16) B. Hewitt  | I. El Shafei B. Fairlie  | 1/2 finale Alexander        | B. Hewitt F. McMillan   | 1/8 de finale Alexander   | S. Smith R. Lutz          | 1/8 de finale Alexander   | S. Ball Carmichael   |
| 1979  | n.o.                    | n.o.                      | Finale R. Case            | G. Mayer S. Mayer        | 1/4 de finale Alexander     | J. Sadri T. Wilkison    | 2e tour (1/16) Carmichael | B. Mitton R. Moore        | —                         | —                    |
| 1980  | n.o.                    | n.o.                      | —                         | —                        | —                           | —                       | —                         | —                         | 1er tour (1/16) Alexander | E. Ewert B. Guan     |
| 1981  | n.o.                    | n.o.                      | —                         | —                        | 1er tour (1/32) Alexander   | T. Delatte Edmondson    | 1er tour (1/32) Alexander | E. Fromm C. Leeds         | 1/8 de finale Alexander   | J. Kriek T. Wilkison |
| 1982  | n.o.                    | n.o.                      | —                         | —                        | —                           | —                       | —                         | —                         | 1/8 de finale S. Ball     | M. Estep Giammalva   |

N.B. : le nom du ou de la partenaire se trouve sous le résultat ; le nom des ultimes adversaires se trouve à droite.

### En double mixte
US Open : vainqueur en 1976